# 黄陂话
黄陂话即黄陂方言，主要包括湖北省武汉市黄陂方言，武汉新洲方言，孝感地区方言，黄冈部分地区方言。属古楚语系，历史悠久。从语言学的角度看，黄陂话与《楚辞》中出现极多的字、词、句有某种相通之处，是古老楚语的余绪。